# Haluro de plata
Se denomina haluro de plata (o sal de plata) a un compuesto químico formado entre la plata y uno de los halógenos — bromuro de plata (AgBr), cloruro de plata (AgCl), yoduro de plata (AgI), y tres formas de fluoruros de plata. A menudo como grupo son referidos como los haluros de plata, y suele utilizarse la notación pseudo-química AgX. A pesar de que la mayoría de los haluros de plata comprenden átomos de plata con estados de oxidación de +1 (Ag+), se sabe de la existencia de haluros de plata en los cuales los átomos de plata poseen estados de oxidación +2 (Ag2+), de los cuales el fluoruro de plata (II) es el único estable de los que se conocen.
Los compuestos químicos sensibles a la luz utilizados en las películas y papel fotográfico son haluros de plata.

## Usos

### Sensibilidad a la luz
Los haluros de plata se utilizan en las películas fotográficas y el papel para fotografías, incluido las películas y papel para artes gráficas, donde los cristales de haluro de plata en gelatina son aplicados sobre una base en un substrato de película, vidrio o papel. La gelatina es una parte importante de la emulsión ya que es el coloide protector con propiedades físicas y químicas apropiadas. La gelatina también puede contener elementos como trazas (tales como azufre) el cual aumenta la sensibilidad a la luz de la emulsión, aunque hoy en día se utilizan gelatinas que no contienen tales componentes. Cuando los fotones son absorbidos por el cristal de AgX, hacen que los electrones sean elevados a la banda de conducción (de-localized electrón orbital con mayor energía que una banda de valencia) que pueden ser atraídos por una mota de sensibilidad, esta es una trampa de electrones poco profunda, el cual puede ser un defecto cristalino o un racimo de sulfuro de plata, oro, u otros elementos en carácter de traza (dopante), o una combinación de ellos, y luego combinarse con un ion intersticial de plata para formar una mota de plata metálica.